# Felicia Tilman
Felicia Tilman è un personaggio della serie televisiva Desperate Housewives. Interpretata dall'attrice Harriet Sansom Harris, in italiano è doppiata da Aurora Cancian.

## Il personaggio
Felicia arriva a Wisteria Lane dopo la scomparsa di sua sorella. Come rivela a Edie, ha capito immediatamente che Martha era morta e non semplicemente scomparsa. Nonostante ammetta apertamente di detestarla, Felicia sente il dovere di capire cosa esattamente sia successo alla sorella e quindi comincia le sue indagini personali, arrivando quasi subito a sospettare di Paul Young e prefissandosi l'obiettivo di incriminarlo. Instaurerà un buon rapporto con Mike Delfino, il quale non riuscendo a uccidere Paul Young provocherà la delusione totale di Felicia, che dovrà procedere nel suo intento da sola. Caratterizzata da un finissimo humor nero, il personaggio si impone per il suo cinismo e per la sua aura inquietante.

## Ruolo nella serie

### Prima stagione
Tutto ha inizio quando, entrata in casa Young, nota una foto della defunta Mary Alice e la identifica come una sua ex collega, Angela Forrest. Paul nega e allontana Felicia da casa sua, dandole così la certezza di essere lui l'assassino di Martha. Felicia si affeziona a Zach e quando scopre che Paul lo droga per tenerlo sotto controllo, porta il ragazzo a casa sua e impone a suo padre di lasciare Fairview entro la notte. Il giovane Zach però, se la prenderà con lei e la colpirà alle spalle, tramortendola.

### Seconda stagione
Nella seconda stagione, Felicia viene vista nel terzo episodio quando Mike Delfino le chiede se sa dove sia Zach. La donna risponde di non sapere dove si trovi Zach e rivela a Mike che sta per  tornare nello Utah per riprendersi dopo l'aggressione da parte di Zach; verso metà stagione la donna riesce a farsi assumere come infermiera dal vero nonno di Zach, il ricchissimo e morente Noah Taylor. Così facendo, riesce nell'intento di svelare al vecchio che il ragazzo è suo nipote, garantendogli un futuro agiato come suo erede. Tornerà nel sedicesimo episodio a Wisteria Lane scoprendo che Paul è riuscito di nuovo ad integrarsi nella comunità. 
La donna allora inizia a organizzare un piano di vendetta contro Paul. Dapprima inizierà a provocarlo, alla festa di fidanzamento di Edie e Karl umilierà davanti a tutti Paul, accusandolo di avere ucciso Martha, poi gli spargerà del burro nel portico facendolo scivolare violentemente. Quando però la donna farà montare  una tenda anti termiti nella casa del vicino, Paul perderà le staffe e la aggredirà davanti al vicinato. Felicia infine completa la sua opera di vendetta: riesce a rubare le chiavi di casa di Paul e inizia a prelevarsi delle sacche di sangue, che conserva nel frigorifero. Una sera, si taglia due dita mettendole nell'auto dell'uomo, e sparge le sacche di sangue nella casa. Quindi allerta la polizia, riuscendo a far arrestare Paul per il suo omicidio. La si vede per l'ultima volta in uno chalet sperduto sui monti, dove si trasferisce sotto il nome di Martha Huber.

### Il ritorno
Il personaggio di Felicia ritorna nella settima stagione. Tutto comincia quando viene fermata dalla polizia per eccesso di velocità e quindi viene alla luce che in realtà ha finto la sua morte per incastrare Paul. Questi le fa visita in prigione e lei confessa che lo vorrebbe vedere morto; subito dopo rivela alla sua compagna di cella che Paul morirà entro sei mesi, perché lei ha amici a Wisteria Lane mentre Paul no. In seguito si viene a sapere che Beth, la nuova moglie di Paul, è in realtà la figlia di Felicia e che la donna la sta usando per far confessare a Paul di aver ucciso Martha Huber.
Beth tuttavia si innamora davvero di Paul e la madre decide di punirla, rifiutando di partecipare agli incontri in carcere. Quando Paul scopre la vera identità di Beth la caccia di casa, arrivando a rivelarle di aver ucciso sua zia Martha. Beth quindi va a raccontarlo a sua madre, che però ha una reazione furiosa e la incolpa di non aver registrato la confessione. Beth, ormai sola al mondo e senza più nessuno su cui contare, si trasferisce in un motel e riceve la visita di Bree, che la informa della grave situazione di Susan, in cerca di un trapianto di rene. Beth allora si presenta in ospedale e dopo aver detto ad un'infermiera di voler donare il proprio rene a Susan, tira fuori una pistola dalla borsetta e si uccide.
Dopo il suicidio di sua figlia, Felicia viene rilasciata per motivi umanitari. Si trasferisce nella casa a fianco a quella di Karen McCluskey e decide di andare a fare visita alla donna, per ringraziarla di aver mantenuto il loro segreto: quando Felicia qualche anno prima era entrata nottetempo in casa di Paul per spargere il suo sangue e posizionare le sue dita nel baule della macchina, aveva incontrato Karen che stava cercando il gatto di Ida Greenberg. Felicia fu così costretta a rivelare la verità a Karen, che aveva deciso di mantenere il segreto fingendo di non averla mai vista quella sera.
Intanto Felicia continua a pianificare la sua vendetta contro Paul e si conquista la fiducia di Susan, in modo da avvelenare con l'antigelo il cibo che la donna prepara quotidianamente a Paul da buona amica. Paul, allarmato dall'aggravamento della sua salute, decide di analizzare il cibo di Susan, scoprendo le tracce di antigelo. Susan viene arrestata, ma Paul capisce subito che è stata Felicia ad avvelenarlo. Ormai in preda al panico, Felicia aggredisce Paul e lo lega ad una sedia in casa di Susan, somministrandogli delle dosi di veleno per ucciderlo. Susan tuttavia rientra in casa e Felicia tenta di fuggire; Paul, liberatosi, aggredisce Felicia e comincia a strangolarla, ma viene convinto a desistere da Susan.
Prima che Felicia scappi, Paul le confessa finalmente di aver ucciso sua sorella. Il giorno dopo Felicia si trova in macchina, in viaggio con le ceneri di sua figlia Beth. Mentre è alla guida e cerca di prendere una busta, Felicia fa cadere inavvertitamente l'urna dal sedile e le ceneri, disperdendosi, le fanno perdere il controllo della visuale. Piegatasi per raccogliere l'urna, sbanda e finisce sull'altra carreggiata, non riuscendo ad evitare un tir che le viene di fronte. L'esito dell'incidente non è mai stato chiarito nel corso della serie, infatti la donna non verrà mai più citata, ma si può intuire che Felicia sia morta nello scontro frontale.